# Grotte des Bêtes
La grotte des Bêtes est un abri sous roche situé dans le Sud-Ouest de Égypte, en plein désert, près de la frontière avec la Libye. C'est l'un des plus importants abris sous roche ornés du Néolithique au Sahara.

## Situation
L’abri ouvert est situé au Ouadi Sora, dans le sud-ouest du plateau de Gilf al-Kabir, dans la région frontalière entre l’Égypte, le Soudan et la Libye. L'endroit, aujourd’hui inhabité, est une des régions les plus 
sèches du Sahara.

## Historique
L’abri a été découvert en 2002 par les archéologues Massimo et Jacopo Foggini et Ahmed Mestekawi, raison pour laquelle on a d'abord désigné l’endroit sous le nom grotte Foggini-Mestikawi ou grotte Foggini. En 2010, des scientifiques de l'Université de Cologne y ont mené des recherches et ont appelé l’abri Wadi Sora II.

## Datation et environnement
Les peintures datent du Néolithique moyen (environ 5 000 ans av. J.-C.). À cette époque le climat du Sahara était encore humide. En dessous de l’abri se trouvait un lac de l'Holocène, aujourd’hui disparu. À la fin de l'optimum climatique de l'Holocène, il y a 6 000 ans, le climat changea ; les pluies de la mousson se déplacèrent vers le sud et les précipitations de la mer Méditerranée cessèrent, ce qui produisit un climat aride. Les populations abandonnèrent alors la région.

## Description
L'abri mesure 17 mètres de long sur 7 mètres de haut et compte — avec quelque 5 000 peintures dessinées en rouge, jaune, blanc et noir sur un fond de mains et pieds négatifs — des groupes d'hommes et des animaux mythologiques thérianthropes et acéphales, appelés bêtes, de qui l’abri a pris le nom. Alors que le symbole des mains négatives est très répandu dans beaucoup de grottes du monde entier, les bêtes « ne se trouvent qu’aux environs du Ouadi Sora ». Les couleurs des peintures sont exceptionnellement bien conservées et constituent différents sujets souvent superposés. Des gravures en bas-relief ferment l’abri vers le haut. Les mains négatives comme pochoir forment la couche la plus ancienne tandis que les petites figures blanches et les grandes figures en jaune sont plus récentes.
L’abri est célèbre grâce aux peintures de bêtes, dont beaucoup ont subi des mutilations à l'époque préhistorique. Constamment entourées des sujets, les bêtes impressionnent par leur aspect et leur taille : leur queue est longue et leur corps a l'allure d’un taureau très souvent à trois pattes, parfois sous forme humaine. Bien que sans tête, les bêtes semblent recracher ou engloutir des êtres humains dont certains paraissent porter une sorte de réseau doré.

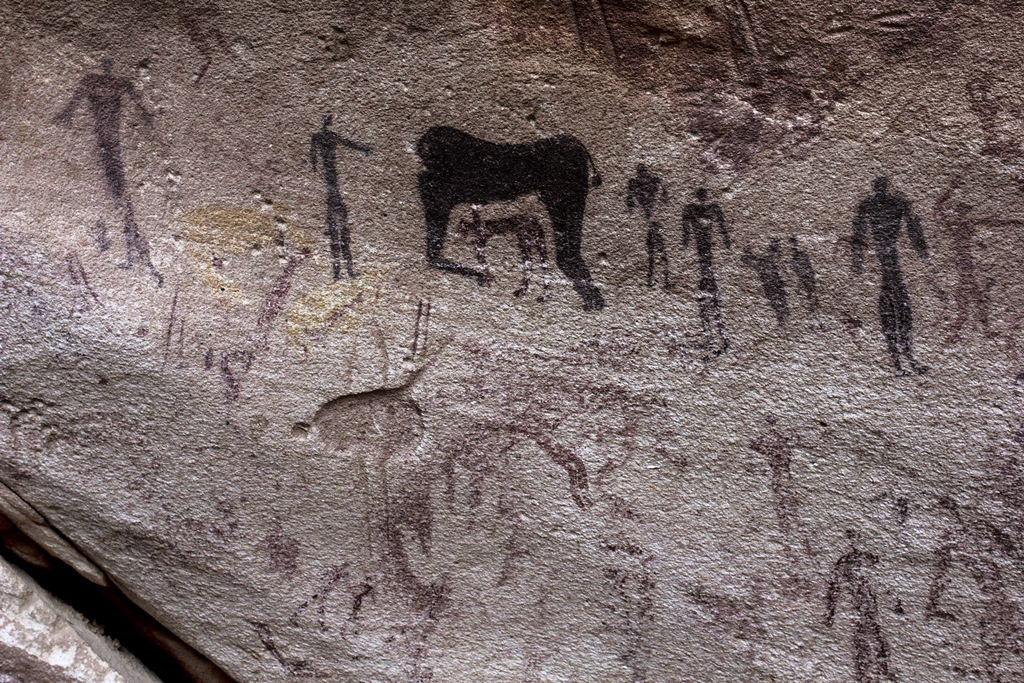
Vue détaillée d’une bête.
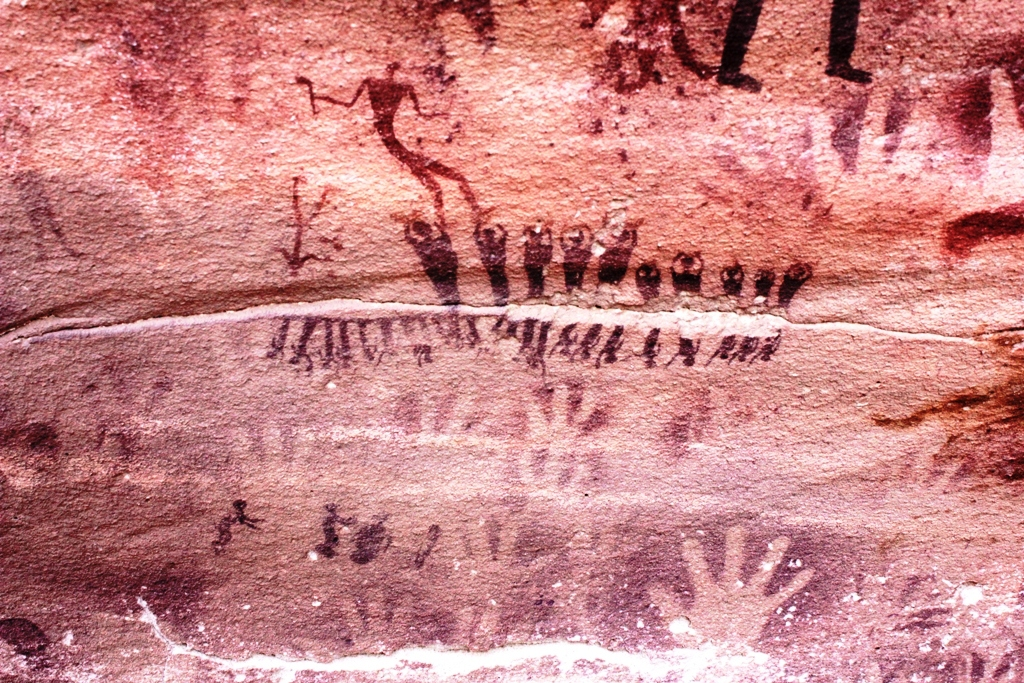
Des hommes sur des mains en négatif.
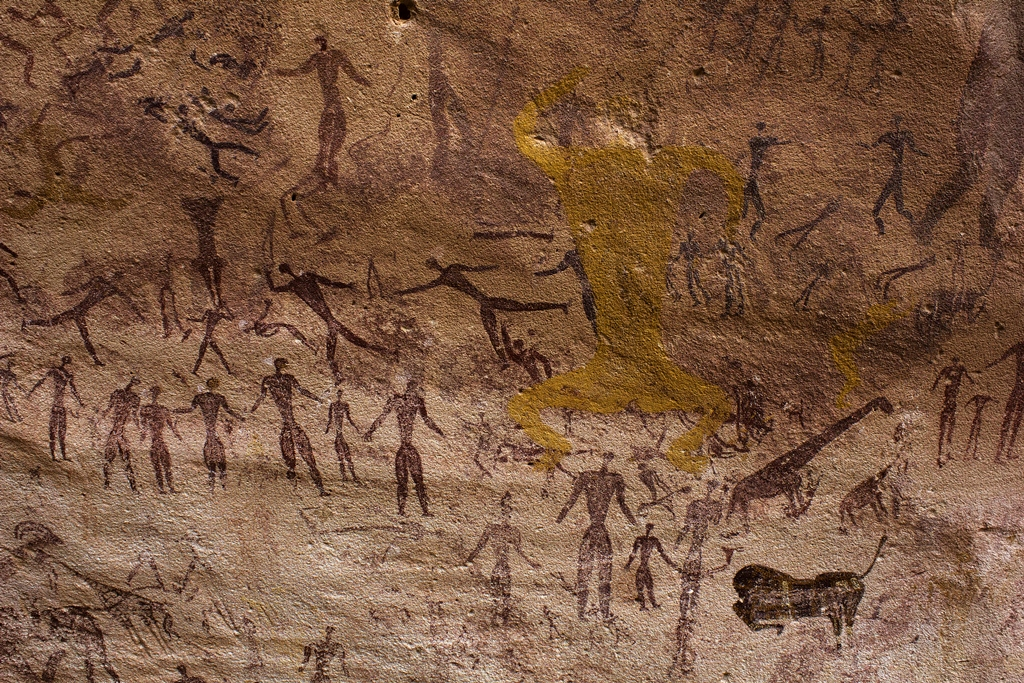
Des danseurs superposés avec des figures jaunes.
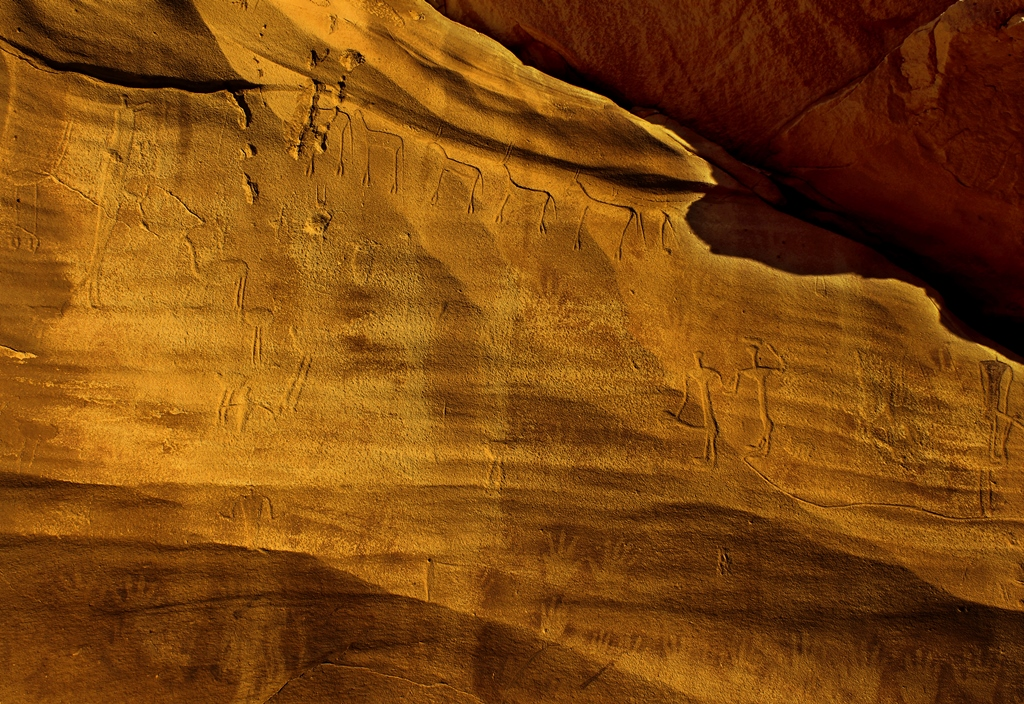
Des gazelles gravées dans la partie supérieure.

L’abri est rempli de représentations de groupes d’êtres humains qui dansent ou flottent, pas toujours en rapport avec les animaux : en bas à gauche apparaissent deux groupes de sujets séparés par une fissure horizontale naturelle du rocher. Chacune des personnes au-dessus de la fissure porte une fronde dans ses mains levées, tandis que les personnes situées en dessous tiennent une main levée et regardent à gauche.
Disséminées dans l'abri se trouvent des images d'animaux sauvages, comme des éléphants, des autruches, des antilopes et des girafes. L'œuvre de l'abri des bêtes constitue un monde mythologique, dont le symbolisme n'a jusqu'ici pas pu être élucidé.

## Environs
À environ dix kilomètres vers l'est se trouve la grotte des Nageurs.